# 西大路駅

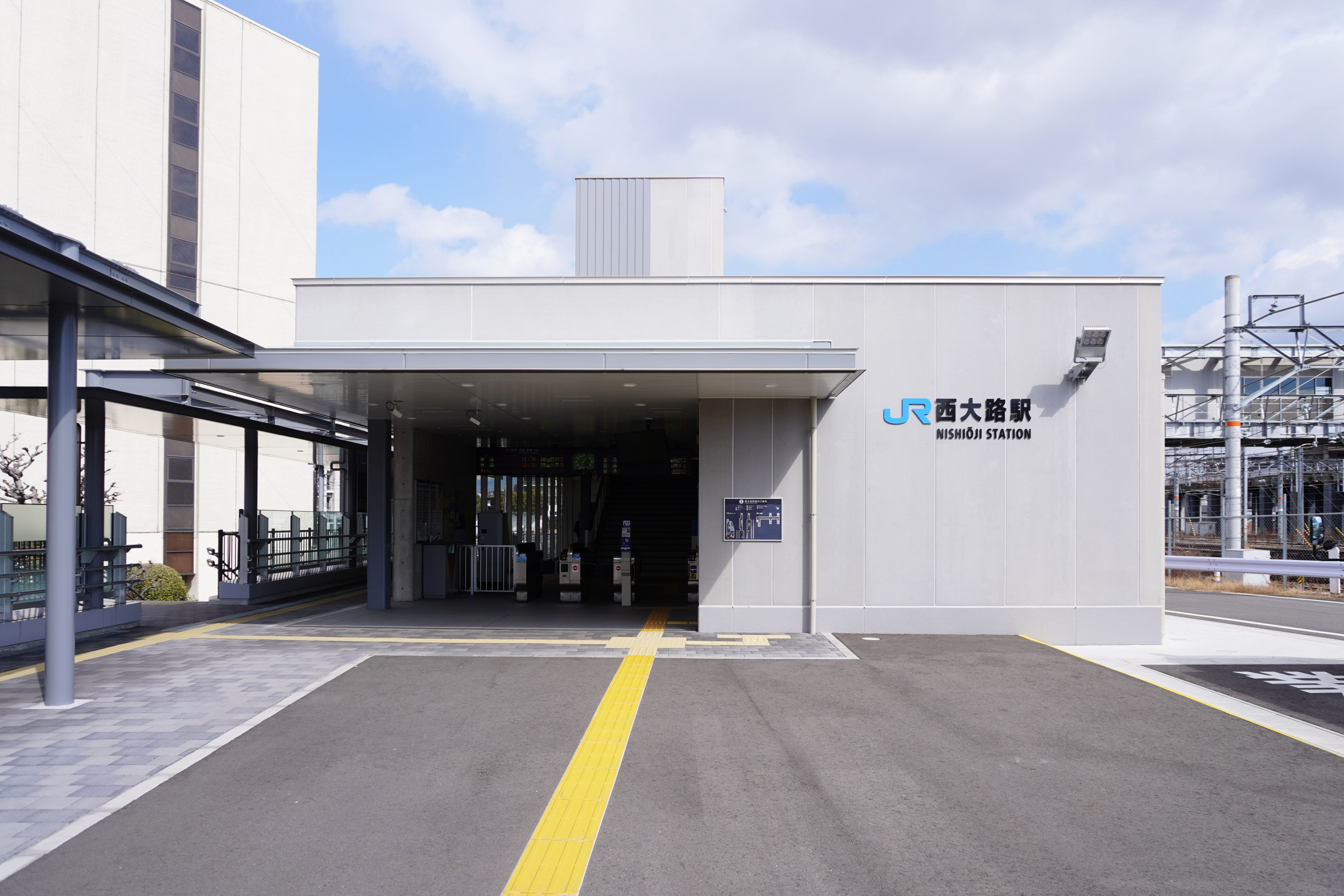
北口（2023年2月）

西大路駅（にしおおじえき）は、京都府京都市南区唐橋西平垣町にある、西日本旅客鉄道（JR西日本）東海道本線の駅である。駅番号はJR-A32。「JR京都線」の愛称区間に含まれている。

## 歴史
京都市電西大路線が西大路九条駅から延長されたのに合わせて開業した。

### 年表
- 1938年（昭和13年）9月16日：鉄道省東海道本線の梅小路駅（現在の京都貨物駅） - 向日町駅間に新設開業[2]。旅客および荷物扱いのみ[2]。
- 1964年（昭和39年）：駅舎改築[1]。
- 1978年（昭和53年）10月1日：接続していた京都市電西大路線が廃止される。
- 1985年（昭和60年）3月14日：荷物扱い廃止[2]。日中時間帯の快速列車停車により、内側線のホームが12両編成停車対応に増設される。
- 1987年（昭和62年）4月1日：国鉄分割民営化により、西日本旅客鉄道（JR西日本）の駅となる[2]。
- 1988年（昭和63年）3月13日：路線愛称の制定により、「JR京都線」の愛称を使用開始。
- 1997年（平成9年）6月21日：自動改札機を設置し、供用開始[3]。
- 2002年（平成14年）7月29日：JR京都・神戸線運行管理システム導入[4]。
- 2003年（平成15年）11月1日：ICカード「ICOCA」の利用が可能となる。
- 2007年（平成19年）3月18日：駅自動放送を更新。
- 2015年（平成27年）3月12日：入線警告音の見直しに伴い、接近メロディ導入[5]。
- 2018年（平成30年）3月17日：駅ナンバーが導入され、使用を開始する。
- 2022年（令和4年）
  - 3月19日：この日をもってみどりの窓口の営業を終了[要出典]。
  - 3月20日：北側駅舎及びエレベーターの供用開始[6]。また、みどりの券売機プラス稼働開始[要出典]。

## 駅構造
盛土上に島式ホーム2面4線を有する地上駅（12両編成対応）であるが、乗降は内側線の2線のみが使用されている。駅舎および1番のりばの頭上を東海道新幹線が通過する。当駅の桂川方で上り外側線から京都貨物駅への線路が分岐しているが、この分岐の信号機は京都貨物駅の場内信号機であり、当駅自体は絶対信号機がなく停留所に分類される。
エレベーターは設置されており、バリアフリー対応。但し、南口側からはエレベーターが設置されていない。
直営駅（高槻駅の被管理駅のため駅長は配置されない）。ICOCA利用可能で、ICOCAの相互利用対象カードも利用できる。JRの特定都区市内制度における「京都市内」の駅である。

### のりば
| のりば | 路線       | 方向 | 線路   | 行先                       |
| ------ | ---------- | ---- | ------ | -------------------------- |
| 1      | A JR京都線 | 下り | 外側線 | （通過列車のみのため閉鎖） |
| 2      | JR京都線   | 下り | 内側線 | 大阪・三ノ宮方面           |
| 3      | JR京都線   | 上り | 内側線 | 京都・草津方面             |
| 4      | A JR京都線 | 上り | 外側線 | （通過列車のみのため閉鎖） |

- 上表の路線名は旅客案内上の名称（愛称）で記載している。

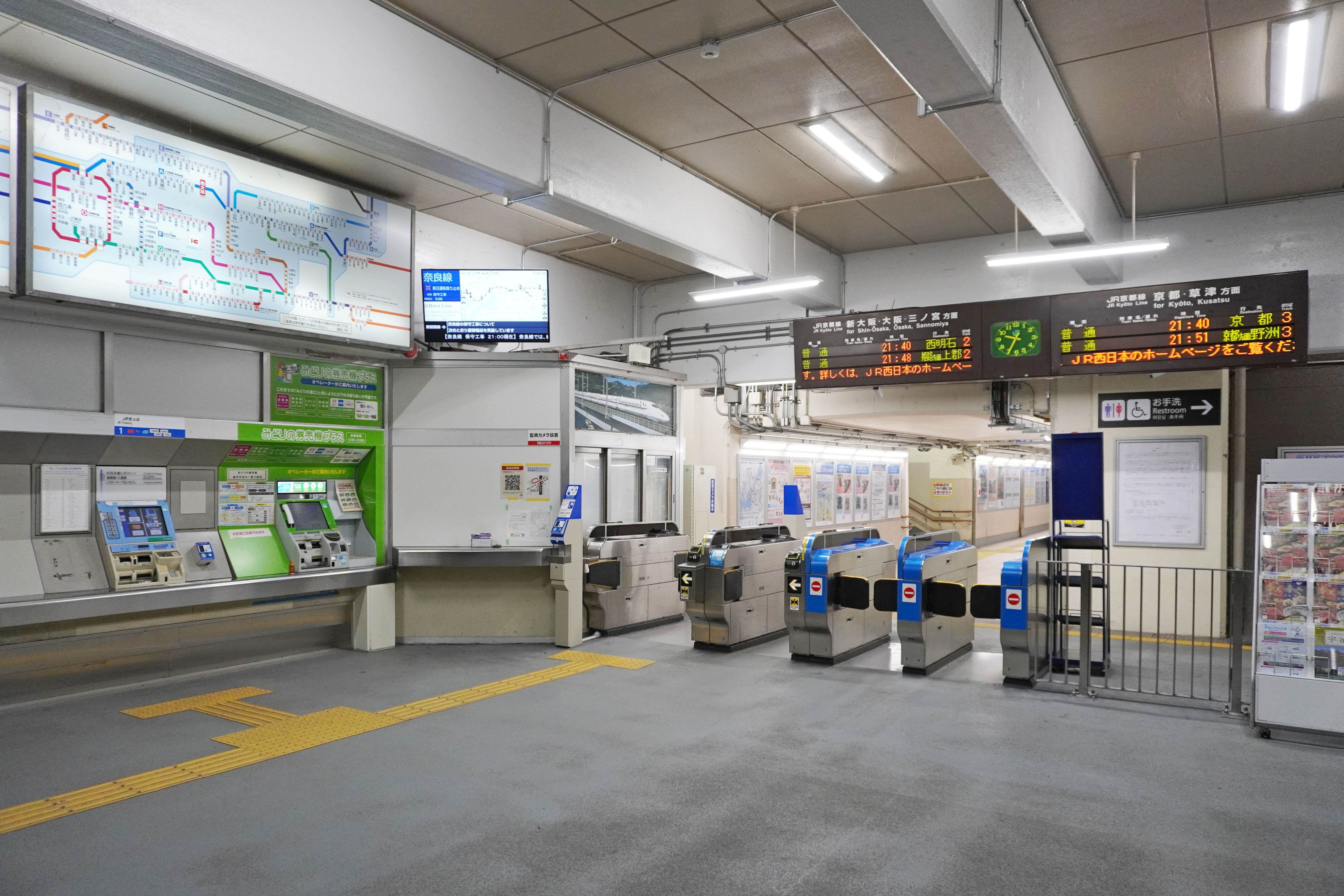
南口改札（2023年2月）
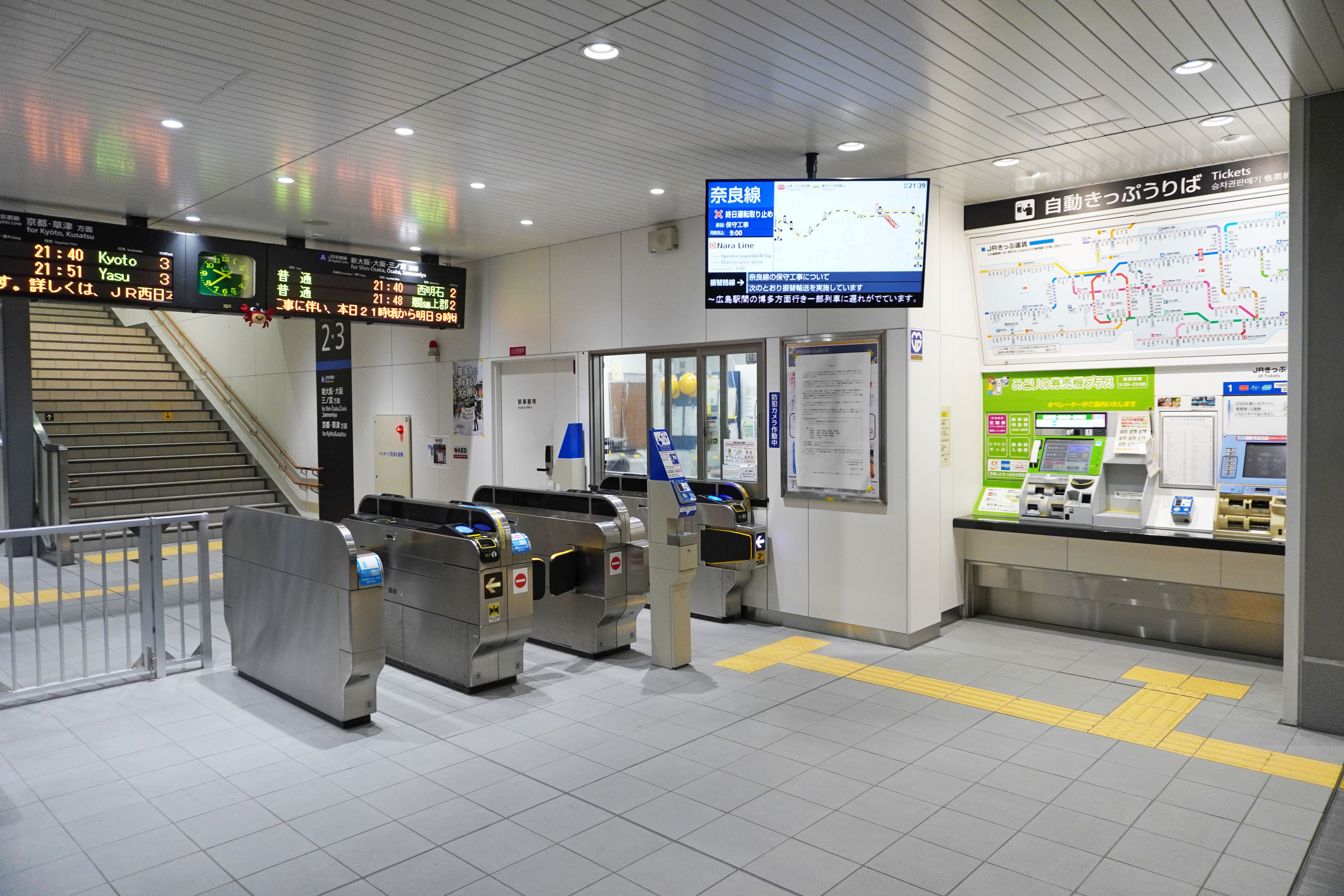
北口改札（2023年2月）
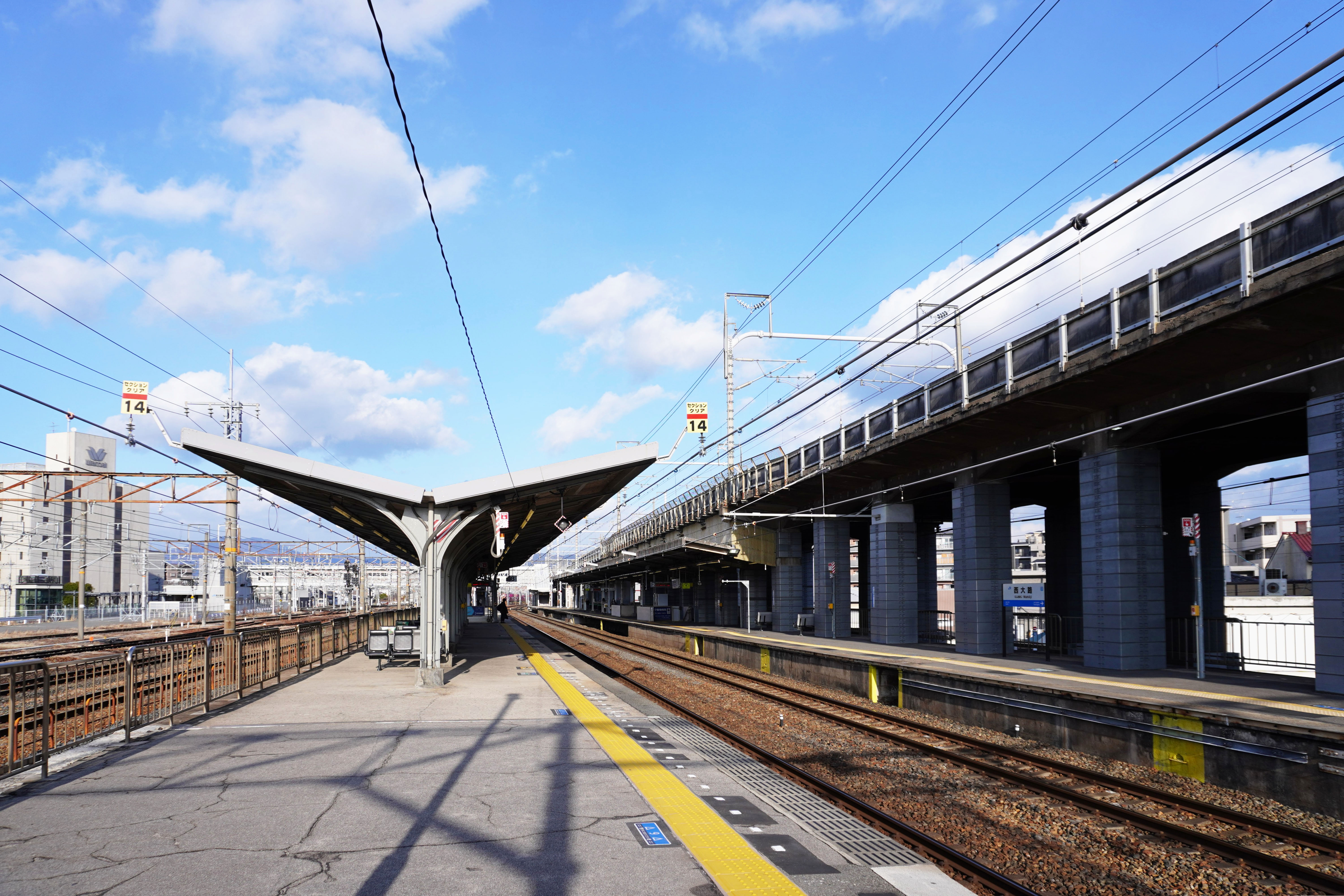
ホーム（2023年2月）

## ダイヤ
日中時間帯は普通列車（大阪方面行きは高槻駅から快速）が1時間に4本停車する。朝夕は本数が多くなる。なお、朝ラッシュ時（平日は8時以前、土休日は7時以前）は7両の普通電車のみの停車である。

## 利用状況
2023年度の1日当たりの利用者数は32,356人。京都府統計書によると、1日の平均乗車人員は以下の通りである。
| 年度   | 一日平均 乗車人員 |
| ------ | ----------------- |
| 1999年 | 14,374            |
| 2000年 | 14,395            |
| 2001年 | 14,395            |
| 2002年 | 14,296            |
| 2003年 | 14,519            |
| 2004年 | 14,852            |
| 2005年 | 15,115            |
| 2006年 | 15,496            |
| 2007年 | 15,798            |
| 2008年 | 15,282            |
| 2009年 | 15,003            |
| 2010年 | 15,332            |
| 2011年 | 15,423            |
| 2012年 | 15,337            |
| 2013年 | 15,375            |
| 2014年 | 15,556            |
| 2015年 | 15,951            |
| 2016年 | 16,049            |
| 2017年 | 16,186            |
| 2018年 | 16,521            |
| 2019年 | 16,956            |
| 2020年 | 14,060            |
| 2021年 | 13,934            |
| 2022年 | 14,745            |

### 年度別1日平均乗車人員（1930年代—1940年代）
各年度の1日平均乗車人員は下表の通り。
| 年度               | 1日平均 乗車人員 |
| ------------------ | ---------------- |
| 1939年（昭和14年） | 1,189            |
| 1940年（昭和15年） | 1,754            |
| 1941年（昭和16年） | 1,687            |

## 駅周辺

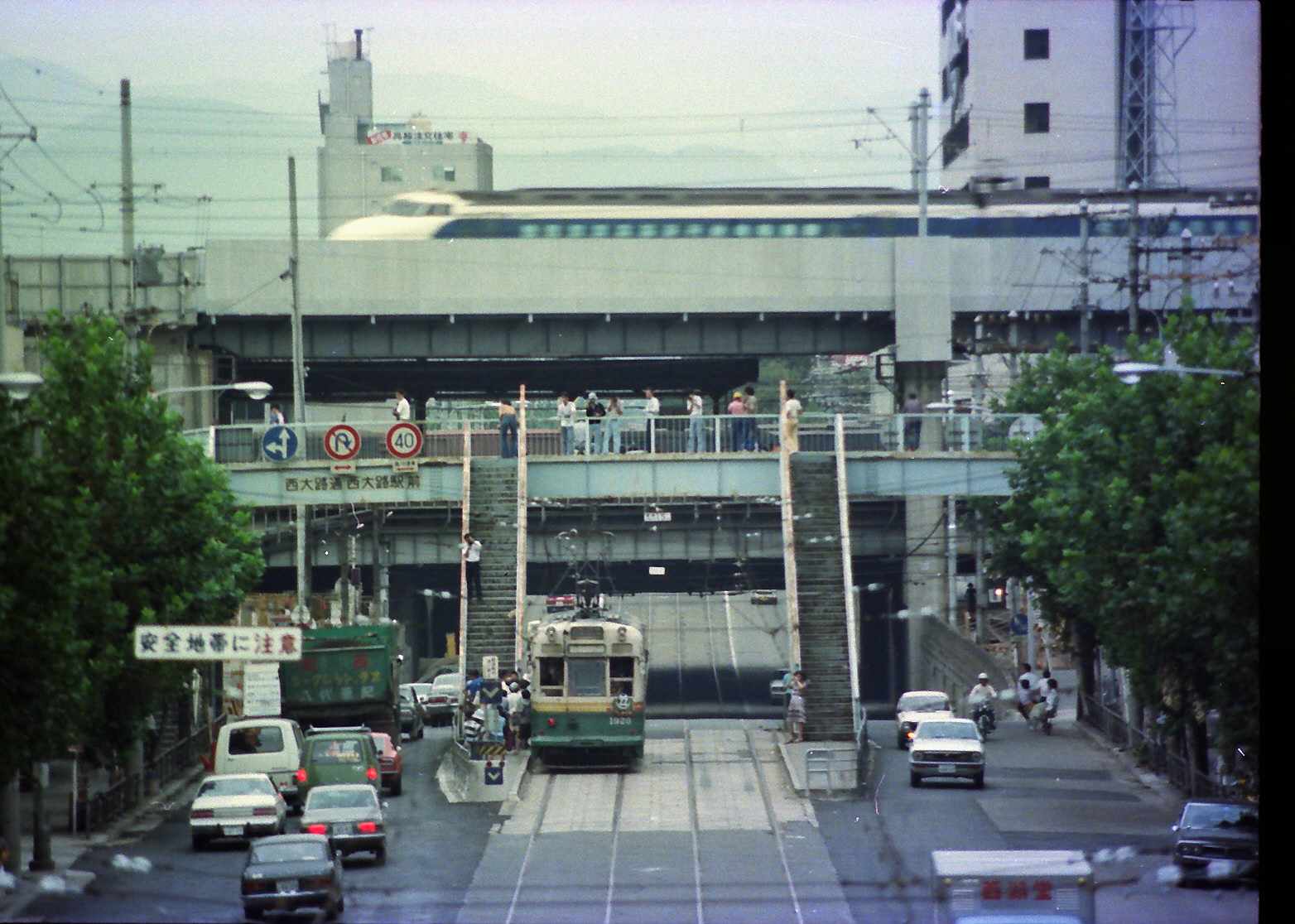
西大路通（市電廃止前の1978年9月撮影。かつては京都市電西大路線の西大路駅前電停が当駅のすぐ近くにあった）上には、東海道新幹線が通っている。画像の車両は、0系1000番台（小窓車）である。

駅は、JR線が西大路通を跨ぐ部分のやや西に位置する。駅の西側を南北に西高瀬川が流れている。駅の北側には、ボークス本社、日本新薬本社、ジーエス・ユアサコーポレーション本社（旧・日本電池）、堀場製作所本社などがあり、また駅の南側には ワコール本社がある。
- 京都市立洛陽工業高等学校
- 京都市立塔南高等学校
- 京都市立開建高等学校（旧洛陽工業高校跡地に塔南高校が移設、改名）
- 京都御所ノ内郵便局
- 京都鉄道博物館（徒歩15分）

## バス路線
駅から徒歩2分の西大路通沿いにある「西大路駅前」停留所にて、京都市バスの路線バスが発着する。これは駅直下の立体交差が掘割構造となっており、その位置にバス停を設置する事が不可能な事によるものである。
- 13号系統：久世工業団地 / 四条烏丸
- 特13号系統：久我石原町 / 四条烏丸
- 臨13号系統：上鳥羽馬廻 / 四条烏丸
- 43号系統：久世橋東詰 / 四条烏丸
- 202号系統：西大路九条・九条車庫方面 / 西ノ京円町・熊野神社方面
- 快速202号系統：九条車庫 / 北野白梅町・立命館大学前
- 208号系統：東山七条・京都駅方面 / 京都駅・東山七条方面

備考
※「西大路駅前」停留所はかつて「西大路九条」という停留所名であったが、1982年（昭和57年）9月1日に改称が行われ、現在の停留所名となった。なお、「西大路九条」停留所はこの改称に併せて、（駅南側にある）西大路九条交差点付近に新設された停留所の名称として引き継がれた。

## 隣の駅
西日本旅客鉄道（JR西日本）
 JR京都線（東海道本線）
■新快速・■快速（京都駅 - 西明石駅間で快速。朝のみ運転）
通過
■普通（高槻駅 - 西明石駅間は快速となる列車を含む）
京都駅 (JR-A31) - 西大路駅 (JR-A32) - 桂川駅 (JR-A33)
- 当駅 - 京都駅間には京都貨物駅があるが、当駅からの出入りはできない。上りは当駅 - 桂川駅間の分岐からの入線となり、下りは向日町駅構内で旅客線と合流する。
- 東海道本線は、当駅と桂川駅との間で京都市西京区を通過するが、この区内に駅は設置されていない。